# Australomisidia cruentata
Australomisidia cruentata is een spinnensoort uit de familie van de krabspinnen (Thomisidae).
De wetenschappelijke naam van de soort werd in 1874 als Xysticus cruentatus gepubliceerd door Ludwig Carl Christian Koch.